# Ullrich Koinzer
Ullrich Koinzer (* 13. September 1940 in Drehne, Kreis Sorau) ist ein ehemaliger deutscher Fußballspieler auf dem linken Flügel und später in der Abwehr. Er spielte für den SC Dynamo Berlin in der DDR-Oberliga.

## Karriere
Koinzer spielte in seiner Jugend von 1953 bis 1958 bei der BSG Lokomotive Cottbus. 1958 wurde er von der SG Dynamo Frankfurt (Oder) verpflichtet, bei der er bis 1961 blieb. Anschließend ging er zum Oberligisten SC Dynamo Berlin, wo er fast ausschließlich in der Reservemannschaft eingesetzt wurde. Koinzer debütierte in der Oberliga-Saison 1961/62 am 6. Mai 1962, als er am 35. Spieltag beim 2:1-Sieg gegen den ASK Vorwärts Berlin in der Startelf stand. Auch am folgenden Spieltag gegen den SC Lokomotive Leipzig spielte er. Vermutlich 1962 ging er zurück zur BSG Lokomotive Cottbus, bevor er 1963 zum neu gegründeten SC Cottbus wechselte. Bereits in seiner ersten DDR-Liga-Saison 1963/64 kam er auf 23 Einsätze und erzielte dabei acht Tore. In der folgenden Spielzeit waren es nur noch elf Spiele, gleichzeitig absolvierte er aber auch 17 Partien für die Reservemannschaft. Auch nach der Ausgliederung der Fußballabteilung vom SC in die BSG Energie Cottbus blieb Koinzer dem Verein treu. In den Spielzeiten bis 1970 war er meistens als Stammspieler gesetzt und kam deshalb auf viele Einsätze. 1970 kehrte er noch einmal zur BSG Lokomotive Cottbus zurück, wo er seine Karriere 1970 beendete.